# Berărie

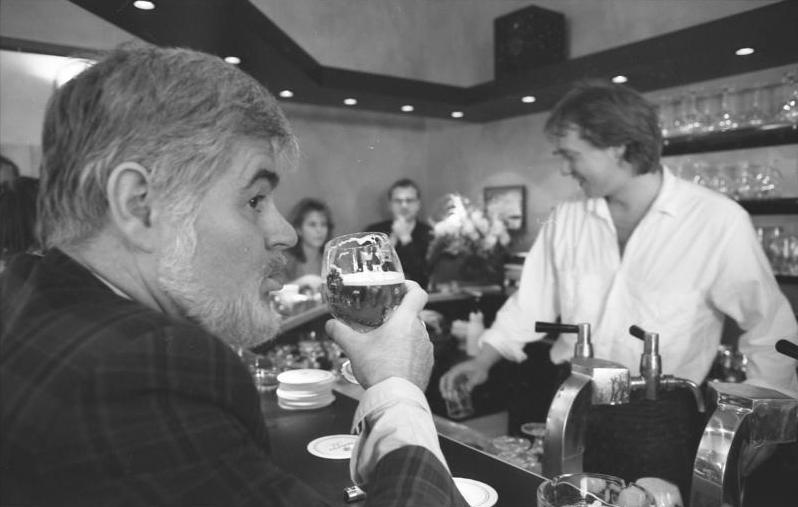
Berărie în Bonn, iunie 1988

Berăria este o unitate comercială specializată în desfacerea  berii la butoi, prin dozator (instalație specială de răcire și presiune) și caneaua de servire la: halbă, sondă, țap, cupă, precum și bere la cutie sau sticlă (de multe ori și băuturi aperitive: vodcă, coniac, rom etc). 
Berea poate fi uneori însoțită de preparate culinare specifice acestui fel de băutură: în România, de exemplu, pește uscat și afumat, creveți fierți, languste, pâine prăjită, brânză topită, crenvurști, diferite sortimente de cârnați proaspeți și afumați, specialități pe bază de foietaje, alune, migdale  etc. 
În limba română, denumirea poate fi aplicată și la unitățile care produc bere.

## Dotări

Interior al unei berării din München.

- Bar cu instalație de răcire cu mai multe guri (canele) de distribuție  a berii, amplasat în salonul de desfacere
- Mobilier din lemn masiv, (mese cu blat ușor lavabil), inox, fier forjat
- Naproane (material textil, hârtie), șervete, rondele
- Veselă din porțelan sau sticlă
- Halbe din sticlă sau ceramică, sonde, diferite tipuri de pahare
- Decorațiuni interioare specifice locației

## Istorie

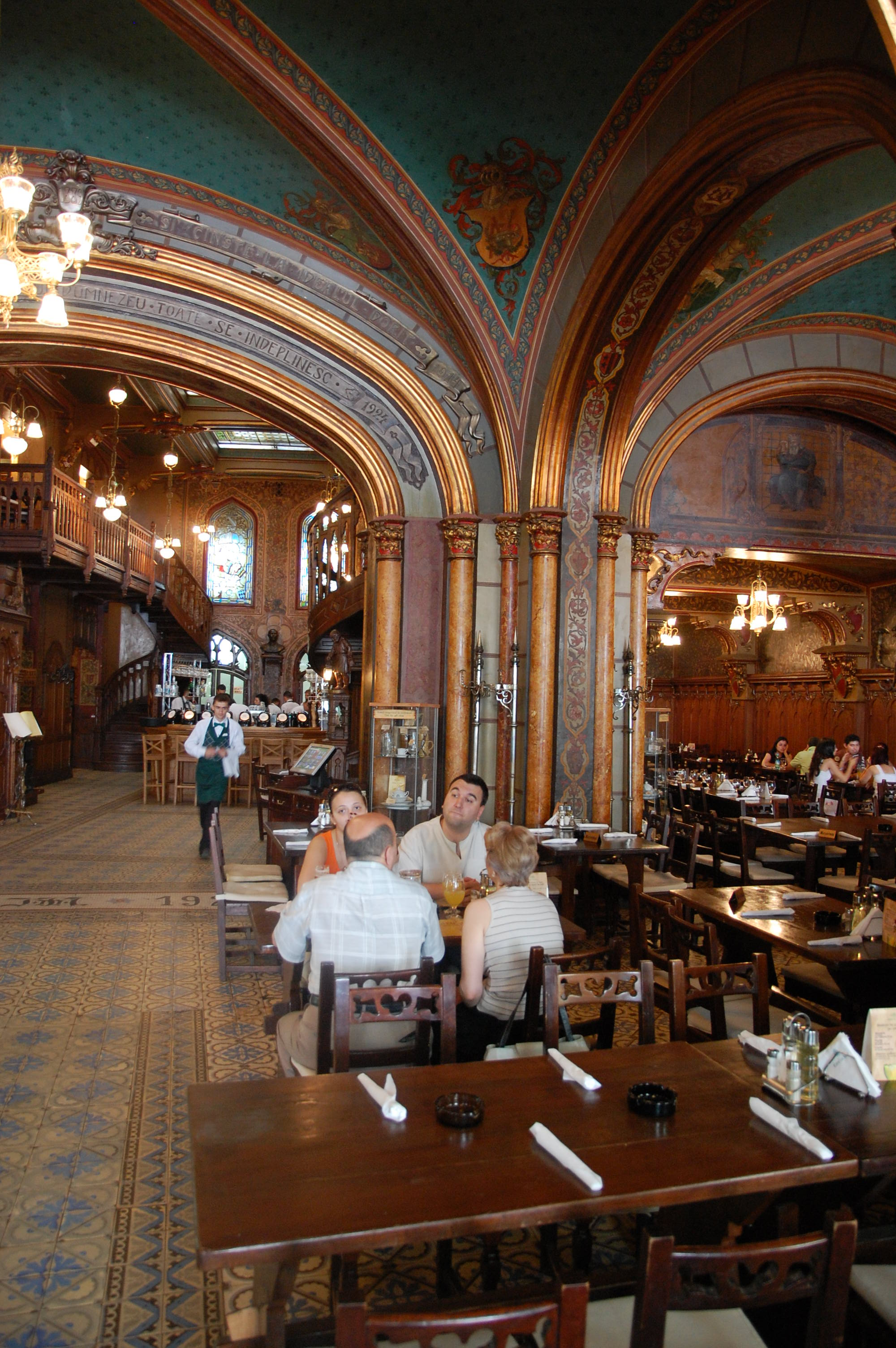
Interiorul berăriei Caru' cu Bere din București

Primele berării, în sensul modern al cuvântului, din Germania au fost deschise la mijlocul secolului al XIX-lea, iar prima berărie din Japonia s-a deschis în 1897 sau 1899.
Una dintre cele mai vechi berării din România este berăria Caru' cu Bere din București, fondată în 1879.